# Pierre Eugène du Simitière

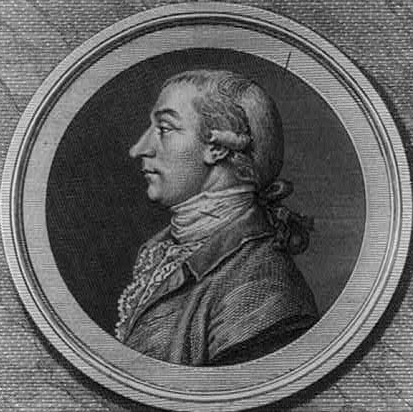
Von Simitière angefertigtes Porträt des Präsidenten von Pennsylvania Joseph Reed (1781)

Pierre Eugène du Simitière (* 18. September 1737 in Genf; † Oktober 1784 in Philadelphia) war ein genferisch-US-amerikanischer Künstler, Philosoph und Mitglied der American Philosophical Society.

## Leben
Du Simitière verließ um 1750 die Republik Genf und blieb bis etwa 1765 auf den Westindischen Inseln, bis er nach New York und schließlich 1766 nach Philadelphia (Pennsylvania) emigrierte. 1768 wählte man ihn zum Mitglied der American Philosophical Society.
Als leidenschaftlicher Verfechter des Amerikanischen Unabhängigkeitskrieges war er einer der ersten Sammler rund um die Kriegsgeschichte und war dafür sehr bekannt. Diese Sammlung ergänzte er durch eine Reihe von ihm angefertigter Porträts amerikanischer Führer. Davon wurden dreizehn 1781 in Paris veröffentlicht und auch separat herausgegeben. Seine Sammlung wurde schließlich so berühmt, dass er sie 1782 unter dem Namen American Museum of Natural History der Öffentlichkeit zugänglich machte.
Du Simitière war künstlerischer Berater der Bundesregierung der Vereinigten Staaten. Die Idee, das Allsehende Auge im Siegel der Vereinigten Staaten zu verwenden, geht ebenso auf seinen Vorschlag zurück wie der Wahlspruch E pluribus unum auf dem Banner der Vorderseite des Siegels.
Heute befindet sich ein Großteil seiner Sammlung in der Free Library of Philadelphia. Das College of New Jersey (heute Princeton University) verlieh ihm 1781 den Titel Master of Arts ehrenhalber.